# Karambira (vattendrag)
Karambira är ett vattendrag i Burundi.   Det ligger i provinsen Ngozi, i den norra delen av landet, 60 kilometer nordost om huvudstaden Bujumbura.
Omgivningarna runt Karambira är en mosaik av jordbruksmark och naturlig växtlighet. Runt Karambira är det tätbefolkat, med 383 invånare per kvadratkilometer.